# Kurt Betschart

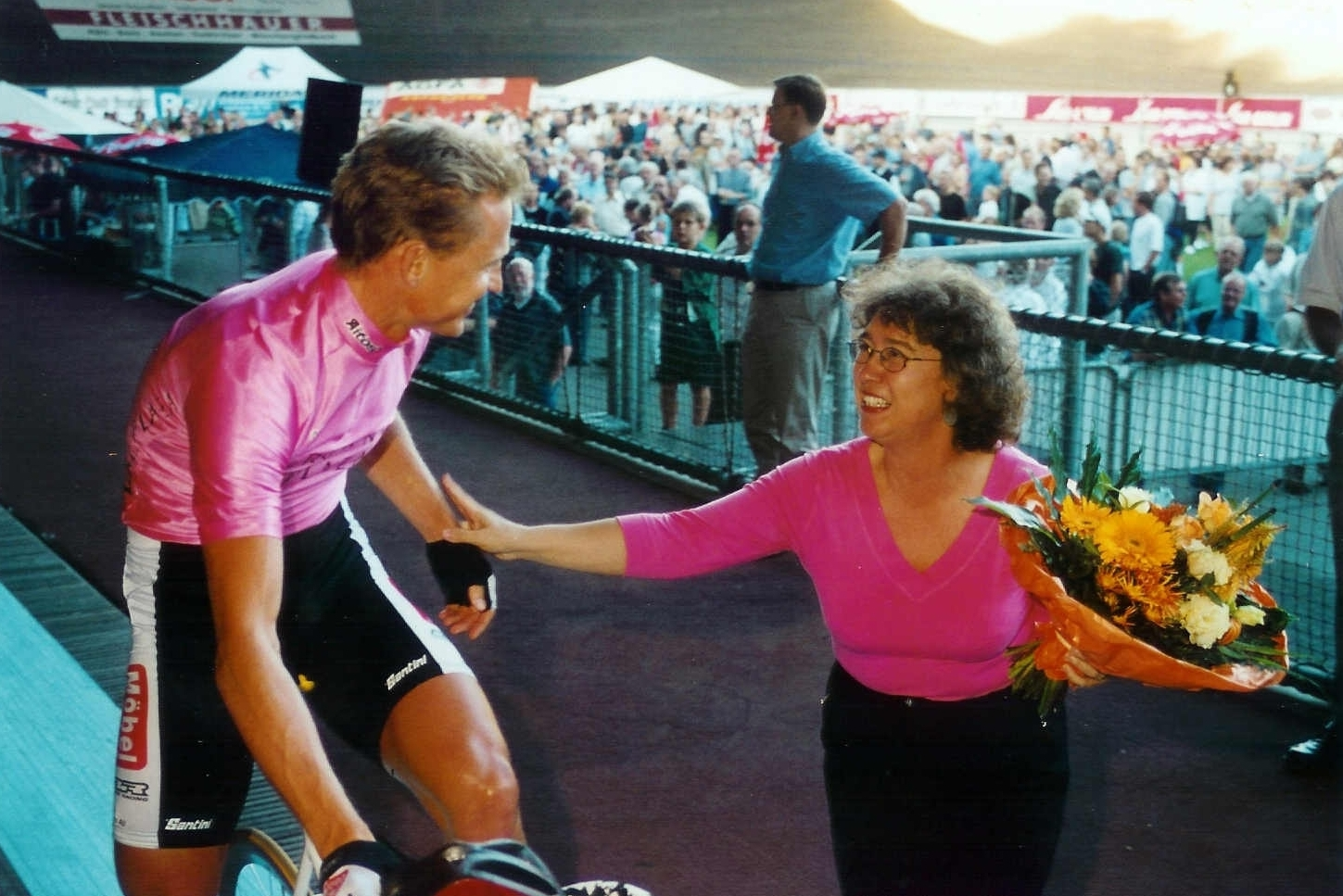
Kurt Betschart bei einem Rennen auf der Kölner Albert-Richter-Bahn mit Veranstalterin Renate Franz (2000)

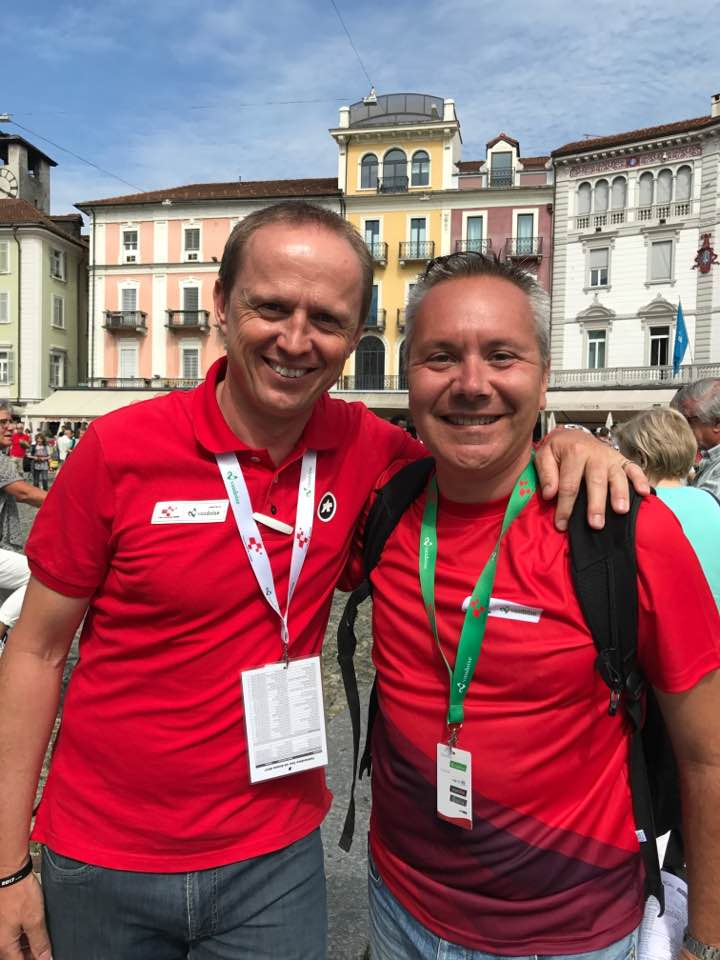
Kurt Betschart als Technischer Direktor der Tour de Suisse (l.), mit Stefano Bertolotti, Pressesprecher der UEC

Kurt Betschart (* 25. August 1968 in Erstfeld) ist ein Schweizer Radsportorganisator und ehemaliger Profi-Radsportler.

## Sportliche Laufbahn
Gemeinsam mit Freunden, darunter sein späterer Partner Bruno Risi und dessen Bruder Geri, begann Kurt Betschart im Alter von elf Jahren beim VMC Erstfeld mit dem Radsport.
1986 gewann Betschart eine Etappe der Internationalen 3-Etappen-Rundfahrt für Junioren in Frankfurt am Main. Vier Jahre später belegte er bei den Schweizer Bahnmeisterschaften der Elite zwei Podiumsplätze in Einerverfolgung und Punktefahren. Zwar fuhr er in folgenden Jahren weiterhin auch Strassenrennen – so startete er zweimal bei der Tour de Suisse –, legte aber seinen Schwerpunkt in der Folge auf die Bahn, ab 1991 als Profi. Viermal wurde er Schweizer Meister im Punktefahren.
Ab 1992 bildete Kurt Betschart gemeinsam mit Bruno Risi ein kongeniales Paar bei Sechstagerennen; 1992 holte das Schweizer Gespann in Dortmund den ersten Sieg. Bis 2006 errangen Risi/Betschart 37 Sechstage-Siege und halten damit den Rekord. Am 26. Juli 2006 gab Kurt Betschart nach 16 Jahren im professionellen Radsport seinen Rücktritt bekannt.

## Ehrungen
2007 wurde in Betscharts Heimatort Erstfeld ein Platz nach ihm und seinem jahrelangen Standardpartner Bruno Risi «Risi-Betschart-Platz» benannt.

## Berufliches
Seit 2007 war Kurt Betschart bei der Firma IMG als Technik-Koordinator für die Tour de Suisse, danach als Technischer Direktor der Tour de Suisse sowie 2014 als Sportlicher Leiter bei den Sixday-Nights Zürich tätig. Seit 2022 leitet er die Brunnen Schwyz Marketing AG, die touristische Marketingorganisation für die Erlebnisregion Mythen.